# Gagenahalli, Hunsur
Gagenahalli là một làng thuộc tehsil Hunsur, huyện Mysore, bang Karnataka, Ấn Độ.